# Manolo Lua Domínguez
Manolo Lua Domínguez (León de Los Aldama, México; 5 de agosto de 1950) es un pedagogo, escritor y maestro en fomento a la lectura, a lo largo de su vida ha trabajado por fomentar lectores infantiles. Maestro de la universidad Autónoma de Barcelona, Manolo Lua ahora retirado de sus actividades profesionales, se dedica a compartir material infantil como facilitador, para los adultos que buscan llevar a los niños hacia el hábito de la lectura en México.  
A la fecha cuenta con cuatro libros publicados, “La chida vida de gacho” (2003), “Leer es un placer” (2005), “Cuentos para dormir” (2006) y “Sofí en el tiempo” (2010).

## Biografía
Nace el 5 de agosto de 1950 en León, a corta edad cambia de residencia a la ciudad de Guadalajara (Jalisco), donde concluyó sus estudio como Licenciado en pedagogía de la Universidad Panamericana. En lo profesional trabajó en el Colegio Israelita de Guadalajara como asesor educativo en el desarrollo y análisis de programas educativos. En el año de 1995 comenzó a colaborar en el Colegio Guadalupe, logrando grandes resultados en la mejora de programas educativos y puso en práctica un programa de lectura sobresaliente en esta institución. Posteriormente trabajó como consultor de manera independiente en proyectos de lectura para el gobierno, las escuelas y organizaciones sin fines de lucro. 
Maestro en fomento a la lectura por la Universidad Autónoma de Barcelona, gracias a su profesión, Manolo Lua desarrolló un interés especial por trabajar con niños, su frase preferida es: "Si tenemos niños lectores, tendremos adultos lectores". Colaboró en el desarrollo de programas de lectura para Bibliotecas, de la Secretaría de Educación Pública (México)y Secretaria de Educación Pública en el Estado de [Jalisco].
Una vez retirado de sus actividades profesionales, Manolo Lua comenzó a dedicar su tiempo a escribir y cuenta a la fecha en su haber con cuatro libros publicados, “La chida vida de gacho” (2003), “Leer es un placer” (2005), “Cuentos para dormir” (2006) y “Sofí en el tiempo” (2010).

## Lectura en México
La lectura es un hábito poco practicado en México de acuerdo a la última Encuesta Nacional de Lectura presentada por [CONACULTA] en 2012, el 56.2% del total de entrevistados, nunca ha leído o no acostumbra leer.
De acuerdo con esta encuesta, en México los mayores de 12 años leen en promedio 2.9 libros al año, mientras en España la cifra alcanza 7.7, en Portugal 8.5 y en Alemania 12, con lo cual, aquí se tienen los índices de lectura más bajos del mundo. De acuerdo a un estudio de hábitos de lectura realizado por la OCDE en conjunto con la UNESCO, México obtiene el lugar 107, de los 108 países estudiados.
De acuerdo a los resultados Informe PISA, la OCDE asegura que al ritmo actual le llevará 65 años a México alcanzar el promedio, que el resto de las naciones afiliadas, obtienen en los exámenes de lectura.
Desgraciadamente para fomentar la lectura, no se requiere solo hacer programas de fomento a la lectura y presentar los libros de manera muy atractiva, son numerosas las estrategias y técnicas de animación a la lectura, que pretenden presentar el libro como un objetivo atractivo y divertido, pero las técnicas solas no hacen a los niños lectores, porque leer es arduo: leer requiere esfuerzo. Las técnicas que difunden contenido de libros motivan la imaginación, la curiosidad, despiertan el interés, recrean situaciones novedosas, pero el paso desde esa actividad colectiva, festiva y lúdica a la lectura individual, silenciosa y aislada, no es automático.”
En función de esto, Manolo Lua ha encaminado su desarrollo profesional para favorecer programas de fomento a la lectura, no solo por medio de técnicas, sino trabajando con los adultos, ya que las técnicas favorecen el gusto por la lectura, pero no crean niños lectores, los niños forman el hábito por la lectura viendo a otros leer, y si los adultos no leen, los niños difícilmente leerán. 
Existen propuestas de llevar a los niños a lectura por medio de asociar la literatura infantil con el juego. “Por medio del juego – algo inherente a la naturaleza humana- y de la literatura hecha especialmente para niños, es relativamente fácil, cumplir nuestro objetivo de formar lectores infantiles.”

## Obra literaria
- LA CHIDA VIDA DE GACHO

Manolo Lua en 2003 presentó su primero libro titulado, "La chida vida de Gacho". Un conjunto de cuentos cortos para leer a los niños antes de dormir, con narración ligera y divertida, el libro está inspirado en la vida y aventuras de un pequeño Pug llamado Gacho, que enfrenta un sinfín de aventuras, pero siempre sale sano y salvo. Ideal para niños 4-6 años. (45 páginas) 
- LEER ES UN PLACER

En 2005 Mano Lua nos sorprende con, "Leer es un placer", un libro corto para adultos donde comparte actividades divertidas para compartir la lectura con los niños, técnicas de cuenta-cuentos y además aporta información sobre los beneficios de la lectura. Ideal para adultos de todas las edades. (92 páginas)
- CUENTOS PARA DORMIR

"Cuentos para dormir"  se publicó en el año 2006, contiene un conjunto de 10 cuentos, todos ellos se leen en menos de 15 minutos, con la idea de que sean leídos a los niños antes de dormir. Hay historias de animales, de princesas, de piratas, hadas, entre otras cosas ideal para niños de 4 a 6 años. (50 páginas) 
- SOFI EN EL TIEMPO

En 2010 presentó el libro "Sofí en el tiempo", que trata sobre una niña que adquiere un libro mágico y cada vez que lo abre, se traslada a vivir aventuras intensas con los mejores escritores de la historia y tiene que sortear aventuras con ellos, ideal para niños mayores de 8 años. (74 páginas)

## Presencia en Redes Sociales
- Perfil de Manolo Lua en Vimeo
- Perfil de Manolo Lua en YouTube
- Página de Manolo Lua en Facebook
- Cuenta oficial en Twitter de Manolo Lua
- Photostream en Flickr de Manolo Lua
- Sound Cloud Manolo Lua
- Programa Nacional de Lectura y Escritura.
- UNESCO revela encuesta sobre hábitos de lectura entre mexicanos.

- Datos: Q16597932